# Maurizio Felugo

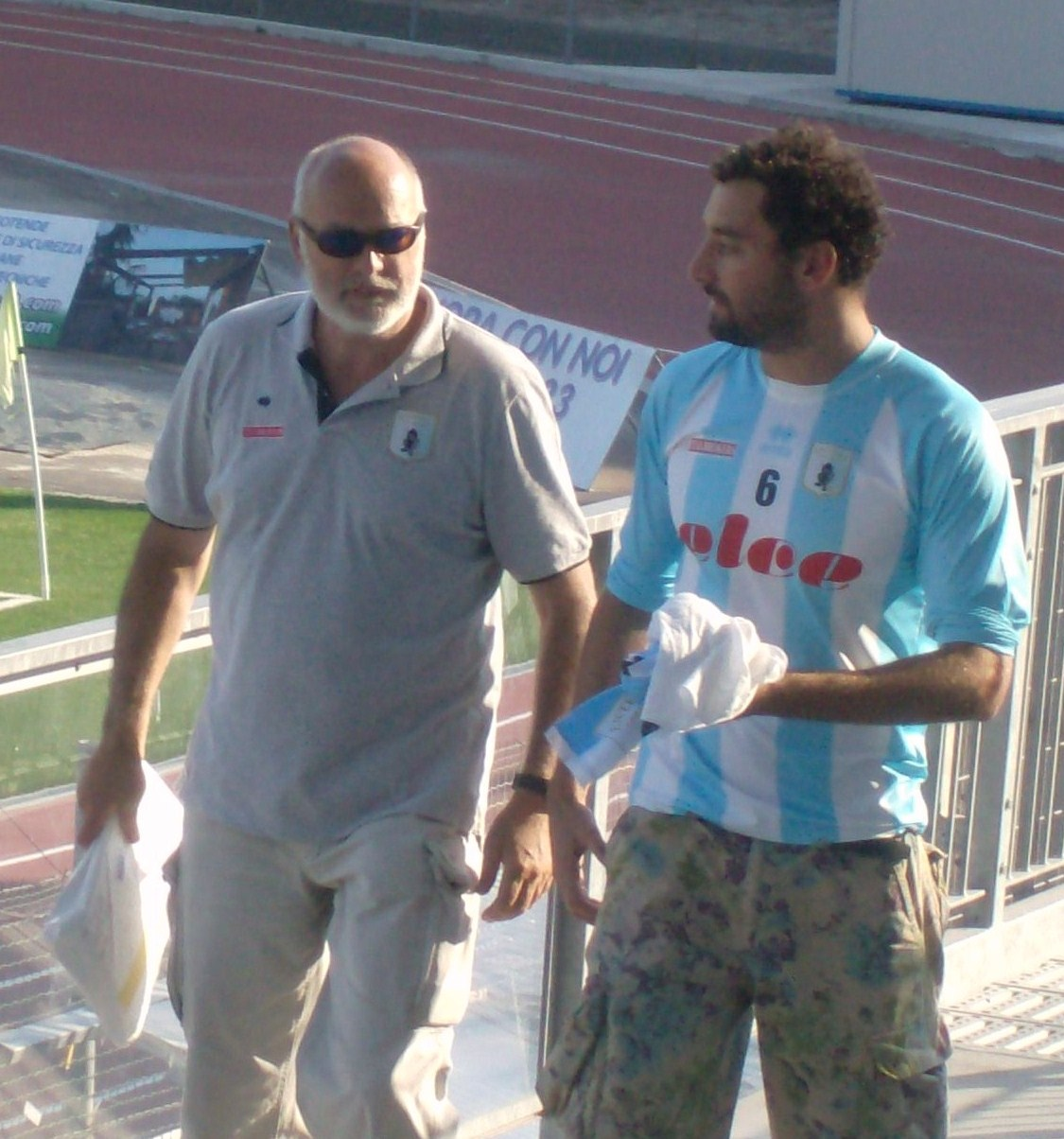
Maurizio Felugo (rechts) mit dem Vereinspräsidenten (2012)

Maurizio Felugo (* 4. März 1981 in Rapallo) ist ein ehemaliger italienischer Wasserballspieler. Mit der italienischen Nationalmannschaft wurde er Weltmeisterschaftszweiter 2003, Weltmeister 2011 und Olympiazweiter 2012. 2001 und 2010 gewann er Europameisterschaftssilber.

## Karriere
Felugo begann bei AS Chiavari. Von 1998 bis 2003 spielte er für Rari Nantes Savona. Nach drei Jahren bei Circolo Nautico Posillipo wechselte er zu Pro Recco, wo er bis 2015 aktiv war. Er gewann einen italienischen Meistertitel mit CN Posillipo und neun Titel mit Pro Recco.
Im Juni 2001 bei der Europameisterschaft in Budapest erreichten die Italiener durch ein 8:7 über Olympiasieger Ungarn das Finale, dort unterlagen sie der Mannschaft aus Rest-Jugoslawien, eigentlich Serbien und Montenegro, mit 5:8. Im Juli bei der Weltmeisterschaft in Fukuoka gewannen die Spanier vor den Jugoslawen. Die Italiener verloren das Spiel um den dritten Platz mit 6:7 gegen die Russen. Im September fanden in Tunis die Mittelmeerspiele 2001 statt. Dort wurden die Jugoslawen nur Vierte, es siegten die Spanier vor den Italienern und den Franzosen. Auch 2003 wurden Europa- und Weltmeisterschaft hintereinander ausgetragen. Bei der Europameisterschaft in Slowenien belegten die Italiener den neunten Platz. Felugo erzielte im Verlauf des Turniers drei Tore. Einen Monat später bei der Weltmeisterschaft in Barcelona besiegten die Italiener im Halbfinale die Mannschaft aus Serbien und Montenegro mit 6:5. Im Finale unterlagen die Italiener den Ungarn mit 9:11 nach zweimaliger Verlängerung. Im Jahr darauf bei den Olympischen Spielen 2004 in Athen wurde die italienische Mannschaft Achte. Felugo erzielte insgesamt während des Turniers sechs Tore.
Ende Juni 2005 war Almeria Austragungsort der Mittelmeerspiele 2005. Die gastgebenden Spanier siegten vor den Italienern und der Mannschaft aus Serbien und Montenegro. In der zweiten Julihälfte wurde die Weltmeisterschaft in Montreal ausgespielt, die Italiener unterlagen im Viertelfinale den Griechen und belegten letztlich den achten Rang. Zwei Jahre später bei der Weltmeisterschaft in Melbourne Unterlagen die Italiener im Viertelfinale den Spaniern und erreichten den fünften Platz. 2008 bei den Olympischen Spielen in Peking erreichten die Australier den achten Platz. Felugo warf 16 Turniertore.
Bei den Mittelmeerspielen 2009 in Pescara siegten die Serben im Wasserballturnier vor den Spaniern, die italienischen Gastgeber erreichten den dritten Platz. Kurz darauf bei der Weltmeisterschaft in Rom erreichte die italienische Mannschaft nur den elften Platz. Felugo warf insgesamt fünf Tore. 2010 bei der Europameisterschaft in Zagreb erreichten die Italiener in ihrer Vorrundengruppe den zweiten Platz hinter den Kroaten. Die beiden Mannschaften trafen im Finale wieder aufeinander und die Kroaten gewannen mit 7:3. 2011 fand die Weltmeisterschaft in Schanghai statt. Die Italiener gewannen ihre Vorrundengruppe. Nach einem Viertelfinalsieg über die Spanier bezwangen sie im Halbfinale die Kroaten. Im Finale siegten die Italiener mit 8:7 über die serbische Mannschaft. Im Jahr darauf belegten die Italiener in ihrer Vorrundengruppe bei den Olympischen Spielen 2012 in London den zweiten Platz hinter den Kroaten. Im Viertelfinale schlugen sie die Ungarn und im Halbfinale die Serben. Im Finale trafen sie wieder auf die Kroaten und unterlagen mit 6:8. Felugo erzielte insgesamt zwölf Tore, davon drei im Finale. Bei der Weltmeisterschaft 2013 in Barcelona belegten die Italiener den vierten Platz, nachdem sie im Spiel um den dritten Platz mit 8:10 gegen die Kroaten verloren hatten. Felugo warf bei seinem letzten großen Turnier insgesamt sechs Tore.
Maurizio Felugo, der weit über 300 Länderspiele absolvierte, wurde nach seiner Aktivenlaufbahn Präsident von Pro Recco.